# Підвисоке (зупинний пункт)
Підвисоке — залізничний пасажирський зупинний пункт (колишня станція) Шевченківської дирекції Одеської залізниці.
Розташована у селі Підвисоке Оратівського району Вінницької області на лінії Андрусове — Христинівка між станціями Монастирище (12 км) та Оратів (км).

Зупиняються лише приміські дизель-поїзди. Рух поїздів далекого слідування залізницею відсутній.

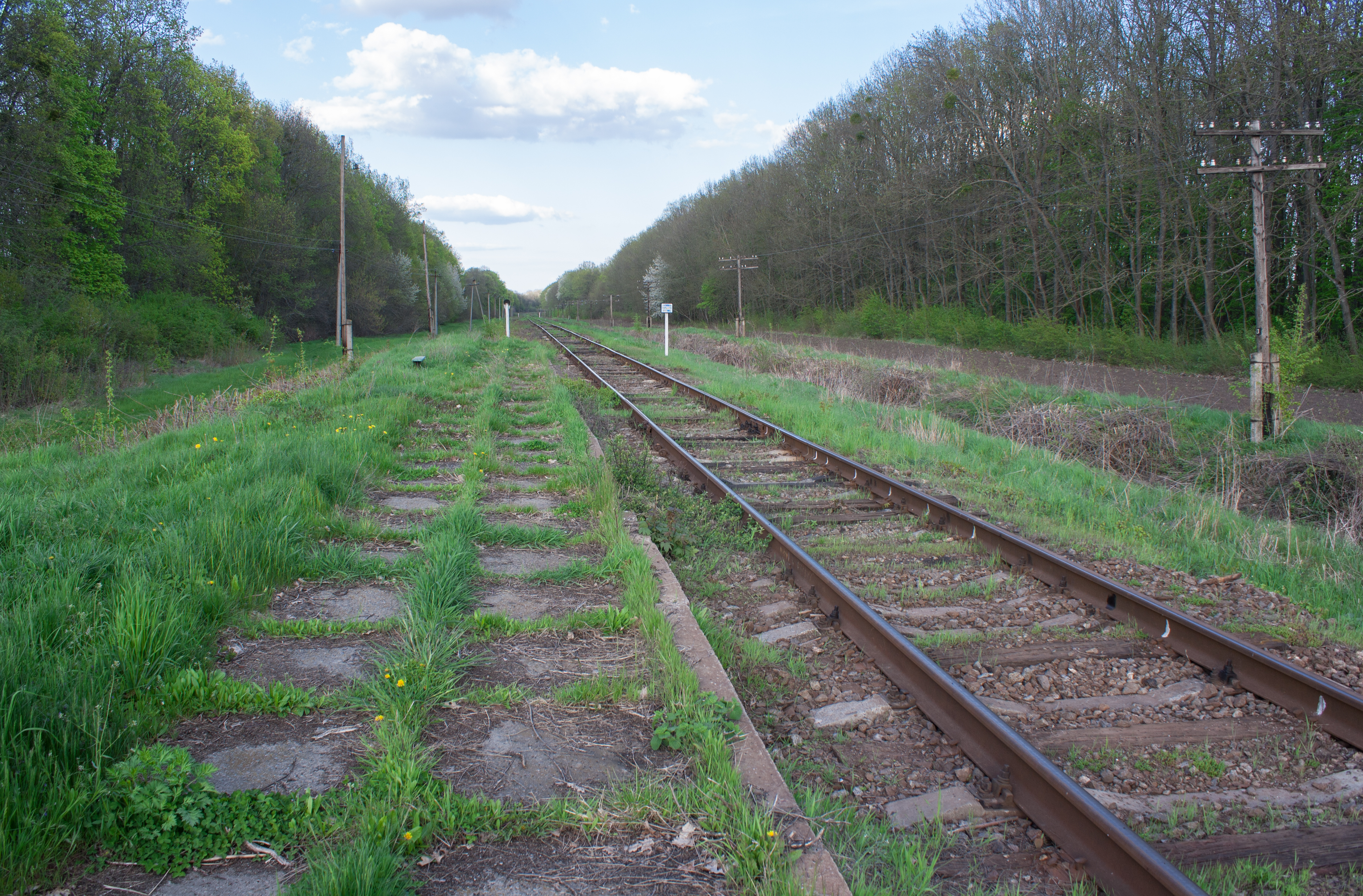
Платформа